# Christian Simon (Moderator)
Christian Simon (* 17. Juni 1951 in Duisburg) ist ein deutscher Fernseh- und Hörfunkmoderator, Medienjournalist und Autor.

## Leben
Der gelernte Werbekaufmann Christian Simon begann seine Medienkarriere 1974–1977 als Redaktionsmitglied und Sprecher bei Radio Luxemburg, engagiert von Frank Elstner. Deutschlandweite Bekanntheit erreichte er als Moderator und Textredakteur der Musiksendung Rockpop, die von 1978 bis 1982 an jeweils zehn Samstagabenden pro Jahr vom ZDF ausgestrahlt wurde. In dieser Zeit schrieb Simon auch Musik-Kolumnen, unter anderem für die Fernsehzeitschrift Bild+Funk. 1983 moderierte Simon im ZDF die von Hans Rosenthal initiierte Quizshow Das Geld liegt auf der Straße, die nach einer einzelnen Testsendung nicht weitergeführt wurde. 1983/84 produzierte und moderierte er die Sendereihe Christians Wanderbrettl im Bayerischen Fernsehen. 1984 war Simon Moderator der ARD-Abendsendung Deutschland deine Lieder.
1986 produzierte er den Film Neuland Suite nach dem Konzeptalbum von Hans Hartz (Regie: Manfred Bockelmann, Schauspieler: Horst Frank, Hans Hartz, Udo Lindenberg, Dan McCafferty). Der Film wurde vom Bayerischen Fernsehen am 25. November 1987 im ARD-Abendprogramm ausgestrahlt und erhielt von Fuji Television Japan bei der International Music- und Video-Competition ’87 in Tokio den Produzenten-Award als eine der besten Videoproduktionen 1986 weltweit.
1987/88 war Simon Programmchef von Radio Ohr. In der zweiten Hälfte der 1980er Jahre war er an der Konzeption und Produktion der Sendung Verstehen Sie Spaß? beteiligt und trat hier neben Kurt Felix auch vor der Kamera auf. Im Film Der Fan war er 1982 als Moderator zu sehen. Darüber hinaus moderierte er von den 1970er- bis 1990er-Jahren bei verschiedenen Hörfunksendern (unter anderem WDR, Radio Bremen, SWF, Radio Victoria, Welle Fidelitas und Deutschlandfunk). 1995 gründete Simon in Baden-Baden die "Christian Simon Productions", mit der er als Eventmanager und Konzertveranstalter tätig war, unter anderem für Udo Jürgens, Peter Maffay und viele andere.
Von 2012 bis 2020 arbeitete er auch als Kolumnist und Autor für die Musikmagazine Good Times und Kult. 2012 war er zeitweise Redakteur für die Talkshow Menschen der Woche mit Frank Elstner (SWR Fernsehen). 2014/15 sendete Hitradio Ohr die Talk-Sendung Good Times mit Christian Simon.
2016 erschien im Langen Müller Verlag Simons erstes Buch Ich, Udo – Gespräche und Erlebnisse aus vierzig Jahren Freundschaft mit Udo Jürgens (Spiegel-Bestseller). Sein zweites Buch Paul McCartney Hautnah – Meine Jahre mit der Legende erschien 2020 und 2022 auch als Hörbuch bei ABOD / RB Media Verlag. Simon ist auch in zwei Folgen der ZDF-Serie ZDF-History zu sehen, Udo Jürgens – Ein Leben für die Musik und Unsere großen Musikstars.
Zum 80. Geburtstag von Paul McCartney sendeten Brisant (ARD) und die Landesschau Baden-Württemberg (SWR) Beiträge mit Christian Simon, der 15 Jahre für Paul und Linda McCartney sowie für McCartneys Liverpool Institute for Performing Arts als „German Link“ tätig war. Sie nannten ihn „Mr. Germany“.
2025 war Christian Simon Gesprächspartner in der Landesschau Baden-Württemberg (SWR) im Beitrag „The Lords - Die dienstälteste Rockband der Welt live in Baden-Baden“. Simon lernte die Lords 1967 kennen und arbeitet mit der Band seit 1974 zusammen. Er erlebte alle Stationen dieser außergewöhnlichen Karriere.
Christian Simon ist als Medienjournalist und Autor tätig. Er lebt mit seiner Frau Monica, die seine Arbeiten auch als Fotografin begleitet, in Baden-Baden.